# Gstaad
Gstaad är en by i området Berner Oberland i kantonen Bern i Schweiz. Den är del av kommunen Saanen och är främst känd som en exklusiv skidort. 31 december 2010 hade Gstaad 6 955 (inklusive säsongsboende) invånare.

## Beskrivning
I byn finns även shoppingstråk för turister med de senaste av många lyxartiklar, främst längs Hauptstrasse. Bykärnan är sedan 1997 en bilfri zon. I Gstaad finns vintercampuset för internatskolan Institut Le Rosey.

## Sport
Om vintrarna är skidsäsongen en viktig turistinkomstkälla för Gstaad. Gstaad är mest känd för sina skidområden, och byn räknas som en av de mer exklusiva skidorterna i Schweiz. I Gstaad anordnas Swiss Open i tennis. 2007 års världsmästerskap i beachvolleyboll spelades här.

### Fotnoter
1. ↑  Ellen Wallace (30 juli 2007). ”International sport: beach volleyball, World Championships, Gstaad” (på engelska). Genevalunch. Arkiverad från originalet den 6 augusti 2016. https://web.archive.org/web/20160806164518/https://genevalunch.com/2007/07/30/international-sport-beach-volleyball-world-championships-gstaad/. Läst 15 juli 2016.